# Wybory prezydenckie w Stanach Zjednoczonych w 1988 roku

Mapa wyborcza Stanów Zjednoczonych w 1988 roku. Liczba na mapie określa liczbę przedstawicieli stanu w Kolegium Elektorów

Wybory prezydenckie w Stanach Zjednoczonych w 1988 roku – pięćdziesiąte pierwsze wybory prezydenckie w historii Stanów Zjednoczonych. Na urząd prezydenta wybrano George’a H.W. Busha, a wiceprezydentem został Dan Quayle.

## Kampania wyborcza
Gdy druga kadencja Ronalda Reagana dobiegała końca działacze Partii Republikańskiej zdali sobie sprawę, że brakuje im przywódcy, który mógłby zostać następcą ustępującego prezydenta. Reagan naznaczył na to stanowisko wiceprezydenta w swojej administracji – George’a H.W. Busha, któremu zarzucano uległość i brak decyzyjności. Konwencja republikanów odbyła się w dniach 15-18 sierpnia 1988 roku w Nowym Orleanie. Kandydaturę Busha oficjalnie przedstawił senator Phil Gramm dwa dni później. Jego głównymi kontrkandydatami byli baptystyczny pastor Pat Robertson oraz lider większości w Senacie Bob Dole. Ostatecznie nominację otrzymał Bush, a kandydatem na wiceprezydenta został Dan Quayle. Quayle był ostro atakowany przez prasę, zarzucając mu uchylanie się od udziału w wojnie w Wietnamie na rzecz służby w Gwardii Narodowej. W kampanii Bush obiecał kontynuację polityki zagranicznej Reagana. Ponadto dyskredytował program demokratów, zarzucając im brak programu obrony narodowej, łagodne stanowisko wobec przestępców i brak patriotyzmu. W Partii Demokratycznej, podobnie jak u republikanów, początkowo brakowało lidera. Na wstępie kampanii mocnym kandydatem był Gary Hart, ale skandal obyczajowy zmusił go do rezygnacji. Z nominacji zrezygnował także gubernator Nowego Jorku Mario Cuomo. Wobec tego rozgrywka o nominację odbyła się pomiędzy gubernatorem Massachusetts Michaelem Dukakisem a czarnoskórym pastorem Jessem Jacksonem. Na lipcowej konwencji demokratów, delegaci w pierwszym głosowaniu poparli Dukakisa, który kandydatem na wiceprezydenta mianował Lloyda Bentsena. Nominację Partii Libertariańskiej uzyskał Ron Paul. Demokraci oparli swoją kampanię na krytyce administracji republikańskiej, głównie na aferze Iran-Contras. Pomimo że latem 1988 Dukakis miał 17% przewagi w sondażach nad Bushem, to negatywna kampania republikańska i nieumiejętność demokratów w odpowiedziach na zarzuty, sprawiły, że tuż przed wyborami Bush dysponował 10% przewagą. Dukakis zwyciężył na Północnym i Środkowym Wschodzie, natomiast Bush pokonał rywala na Południu, Południowym Zachodzie, a także Środkowym Zachodzie i w Nowej Anglii.

## Kandydaci

### Partia Demokratyczna

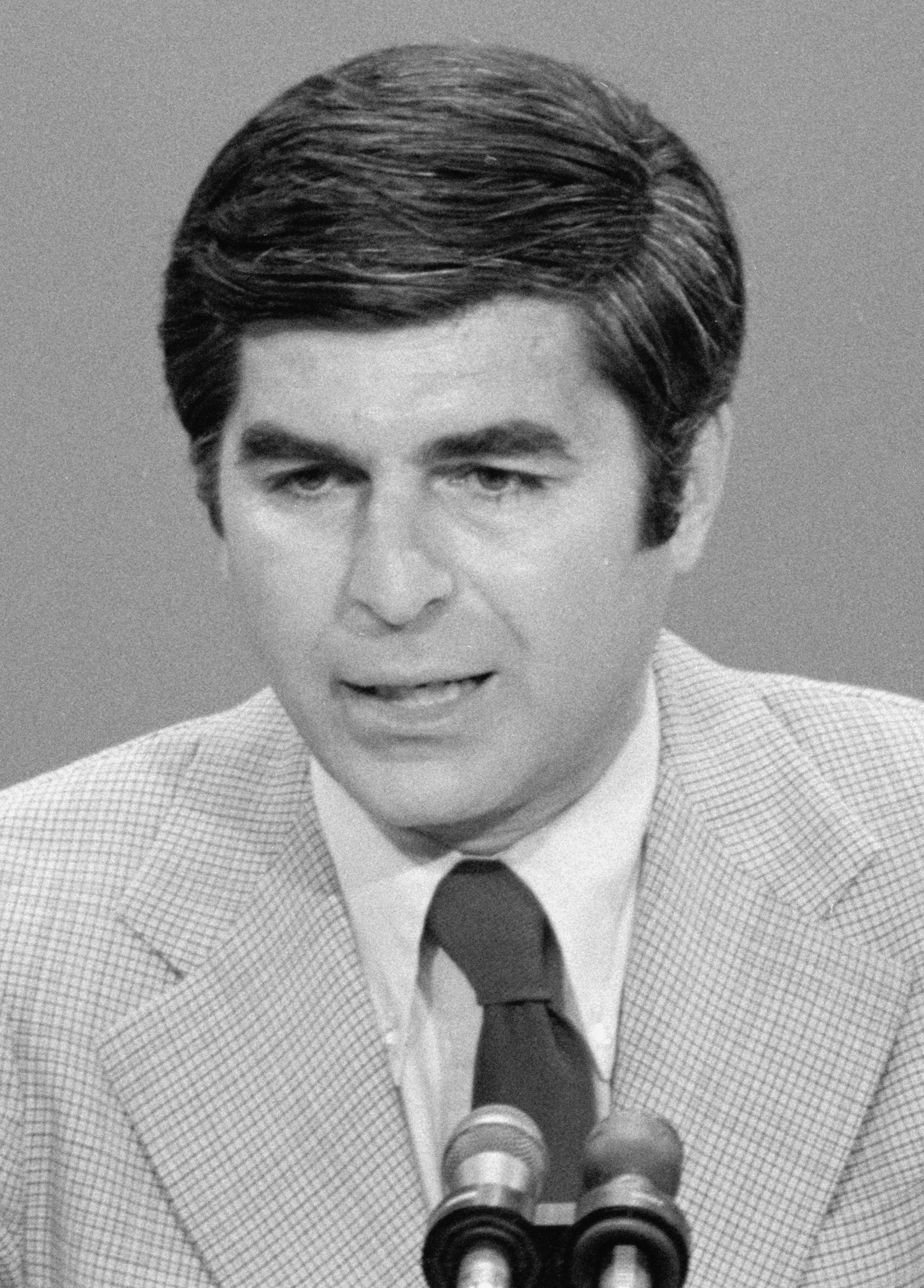
Michael Dukakis
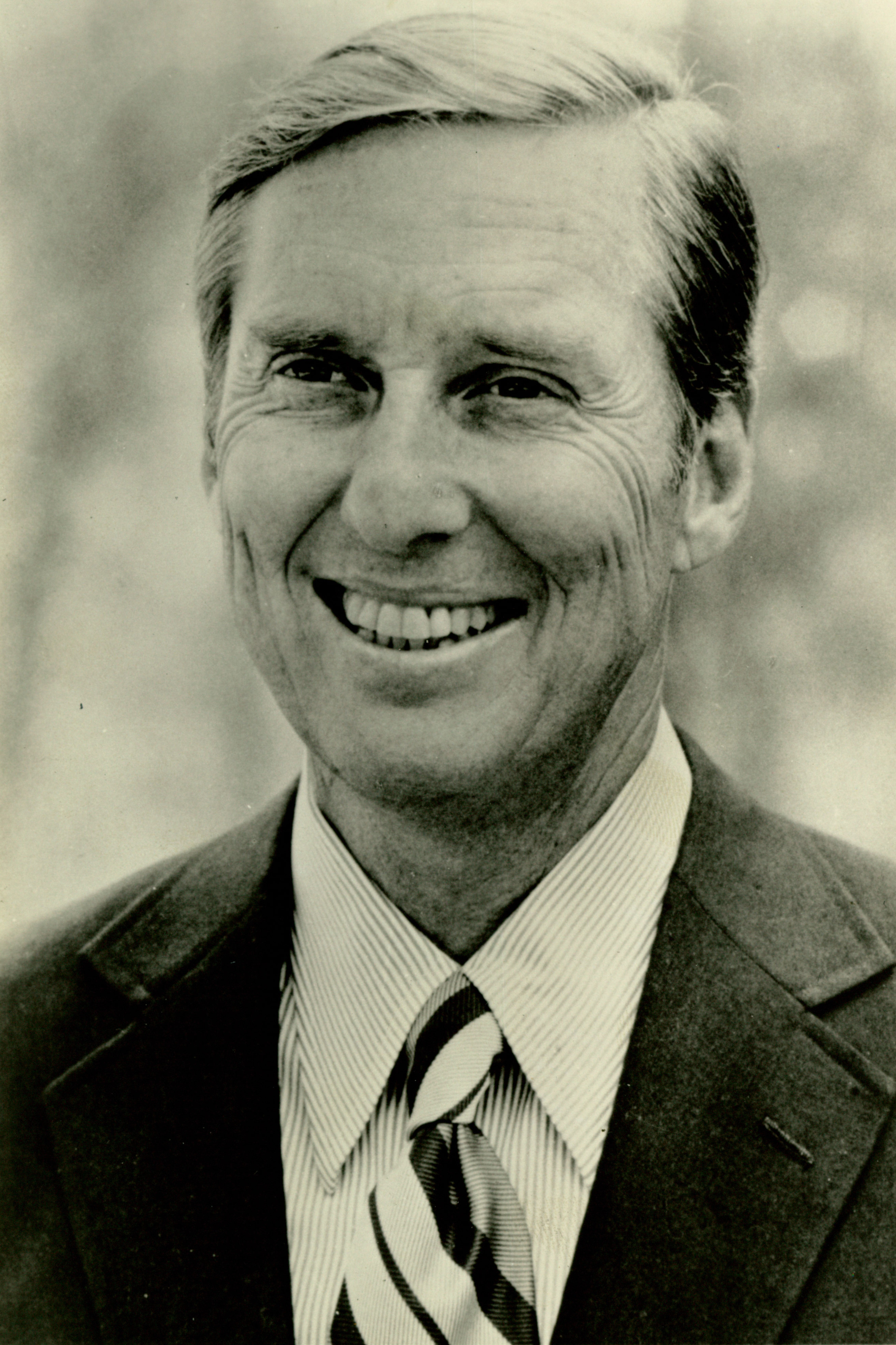
Lloyd Bentsen

### Partia Libertariańska

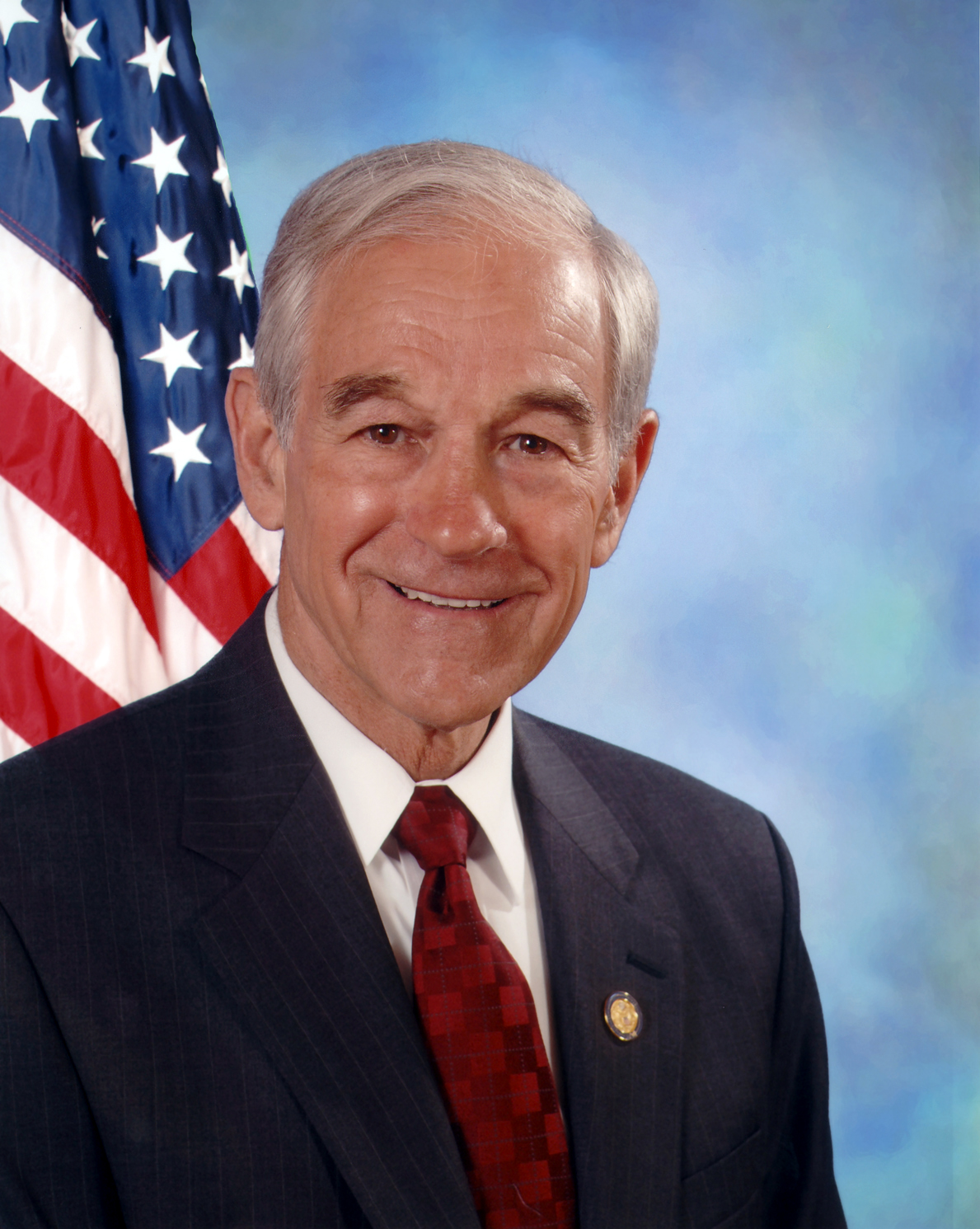
Ron Paul

### Partia Republikańska

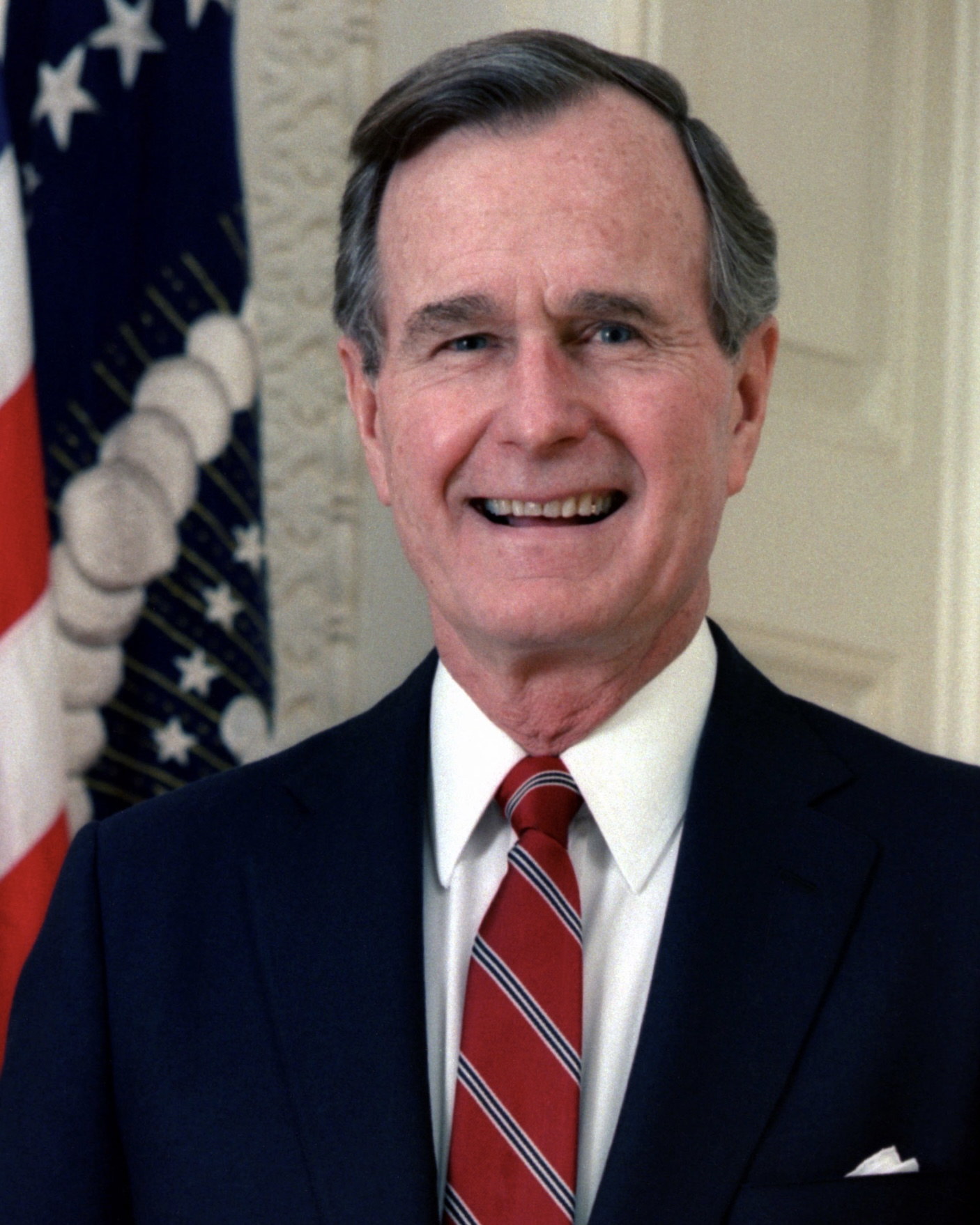
George H.W. Bush
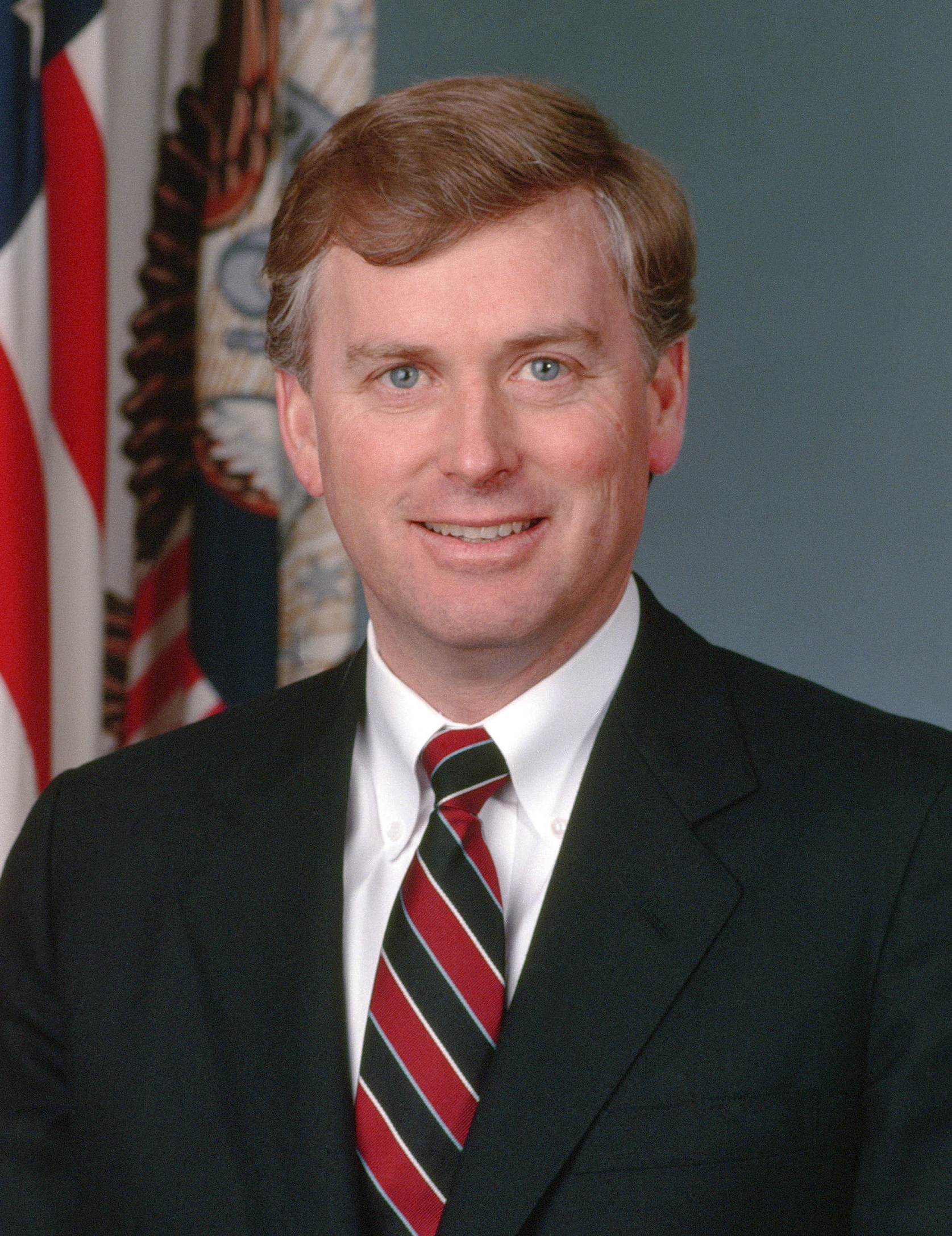
Dan Quayle

## Wyniki głosowania
Głosowanie powszechne odbyło się 8 listopada 1988. Bush uzyskał 53,4% poparcia, wobec 45,7% dla Dukakisa i 0,5% dla Paula. Ponadto, około 440 000 głosów oddano na niezależnych elektorów, głosujących na innych kandydatów. Frekwencja wyniosła 50,3%. W głosowaniu Kolegium Elektorów Bush uzyskał 426 głosów, przy wymaganej większości 270 głosów. Na Dukakisa zagłosowało 111 elektorów, a na Bentsena – 1. W głosowaniu wiceprezydenckim zwyciężył Quayle, uzyskując 426 głosów, wobec 111 dla Bentsena i 1 dla Dukakisa. Jeden elektor z Wirginii Zachodniej zagłosował na Bentsena w głosowaniu prezydenckim i na Dukakisa w głosowaniu wiceprezydenckim.
George H.W. Bush został zaprzysiężony 20 stycznia 1989.
| Kandydat na prezydenta | Partia                | Głosowanie powszechne | Głosowanie powszechne | Kolegium Elektorów |
| Kandydat na prezydenta | Partia                | Głosy                 | Procent               | Kolegium Elektorów |
| ---------------------- | --------------------- | --------------------- | --------------------- | ------------------ |
| George H.W. Bush       | Partia Republikańska  | 48 886 588            | 53,4%                 | 426                |
| Michael Dukakis        | Partia Demokratyczna  | 41 809 485            | 45,7%                 | 111                |
| Ron Paul               | Partia Libertariańska | 432 184               | 0,5%                  | 0                  |
| Lloyd Bentsen          | Partia Demokratyczna  | 0                     | 0%                    | 1                  |
| Łącznie                | Łącznie               | Łącznie               | Łącznie               | 538                |

| Kandydat na wiceprezydenta | Partia               | Kolegium Elektorów |
| -------------------------- | -------------------- | ------------------ |
| Dan Quayle                 | Partia Republikańska | 426                |
| Lloyd Bentsen              | Partia Demokratyczna | 111                |
| Michael Dukakis            | Partia Demokratyczna | 1                  |
| Łącznie                    | Łącznie              | 538                |